# 新坝镇 (高台县)
新坝镇，是中华人民共和国甘肃省张掖市高台县下辖的一个乡镇级行政单位。
2013年，甘肃省民政厅批复同意撤销新坝乡，设立新坝镇。

## 行政区划
新坝镇下辖以下地区：
暖泉村、新沟村、顺德村、下坝村、照中村、照二村、照一村、元山子村、小坝村、上坝村、楼庄村、西庄子村、新生村、官沟村、曙光村、许三湾村、红沙河村、光明村、小泉村、边沟村、红崖子村、霞光村、西上村、东上村、和平村、西大村、东大村、古城村、六洋村和黄蒿村。